# Renault R35
 (février 2017).
Si vous disposez d'ouvrages ou d'articles de référence ou si vous connaissez des sites web de qualité traitant du thème abordé ici, merci de compléter l'article en donnant les références utiles à sa vérifiabilité et en les liant à la section « Notes et références ».
Pour les articles homonymes, voir R-35.
Le Renault R35 est un char d'assaut français de la Seconde Guerre mondiale.

## Caractéristiques
Le char R35 possédait un blindage avant de 43 mm, ce qui était considérable pour l'époque, mais son canon de 37 mm datait de la Première Guerre mondiale et son équipage ne comptait que deux personnes (le conducteur et le chef de char, « un homme à tout faire » devant identifier et tirer sur l'objectif, approvisionner la pièce et guider le conducteur).
Il était doté d'un moteur de 85 chevaux à essence qui pouvait l'amener à une vitesse de pointe de 20 km/h et son autonomie était limitée à 140 km.
Son utilisation tactique s'est révélée déficiente ; au lieu d'engager l'ennemi en grande formation blindée, les attaques étaient menées avec un petit nombre de blindés, en accompagnement de l'infanterie.
L'armement peu puissant et un équipage insuffisant conduisirent les R-35 Renault, utilisés de manière inefficace, à subir de sérieux revers et de nombreuses pertes lors de la bataille de France en mai-juin 1940.

## Entretien
Les engins blindés en service à l'époque nécessitaient un entretien important. Le R-35 se révélera un matériel très résistant du point de vue mécanique. Il  répondait correctement au travail demandé, mais le train de roulement était défectueux, le R-40 réglant en grande partie ce problème.
Il nécessitait un graissage tous les 300 km, une vidange du moteur toutes les 30 heures et de la boîte de vitesses tous les 2 000 km.
L'engin étant compact, ses organes mécaniques sont difficiles d'accès ce qui gêne la maintenance. Il faut 35 heures pour changer le moteur, 16 heures pour l'embrayage et 14 heures pour la boîte de vitesses.

## Historique

### Développement
Le programme d'armement de 1926 introduit le concept de char d'accompagnement, un engin léger, peu coûteux, facile à produire, déployé en combinaison avec de l'infanterie pour lui apporter protection et appui-feu. Ce rôle revient donc au Renault FT, vétéran de la Grande guerre, auquel il convient de trouver un remplaçant. Renault propose au tournant des années 1930 un char de 14 tonnes, le D1. Mais ce dernier est finalement jugé plus adéquat dans le rôle de char de bataille, et verra de fait son armement et son blindage améliorés pour donner naissance au D2, un char moyen de 20 tonnes.
En 1933, la firme Hotchkiss prend les devants pour proposer un concept de char d'accompagnement plus léger et meilleur marché, en optant pour des sections de châssis coulées dans des moules puis boulonnées ensemble. Cette initiative pousse le Conseil Consultatif de l'Armement à émettre, en août de la même année, de nouvelles spécifications pour un engin de 6 tonnes blindé à 30 mm dans toutes les directions. Plusieurs sociétés développent des prototypes, dont APX et FCM. La firme Renault parvient à présenter avant Hotchkiss, le 20 décembre 1934, un prototype désigné Renault ZM.
Au printemps 1935, le blindage est porté à 40 mm afin de répondre aux nouvelles exigences émises en matière de protection, et le châssis est doté d'une tourelle APX R qui recevra un canon de 37 mm SA18 et une mitrailleuse coaxiale MAC 31 de 7,5 mm. Alors que les essais menés sur le ZM ne sont pas terminés et que le design définitif du futur modèle de série n'est pas encore fixé, le prototype de Renault est retenu au détriment de son principal concurrent, Hotchkiss. Une commande de 300 unités est passée le 29 avril 1935. Les premiers exemplaires de série sont livrés le 4 juin 1936, et entament une nouvelle campagne d'essais, qui révèleront les faiblesses du système de suspension. Son comportement en tout-terrain et sa capacité de franchissement ne sont pas satisfaisants. Il sera même envisagé de systèmes lance-fascine, c'est-à-dire de l'équiper de fagots de bois dans l'objectif de combler les irrégularités du terrain.

### Seconde Guerre mondiale
Les chars R35 sont répartis lors de la mobilisation en BCC - bataillons de chars de combat - mais restent sous le commandement de l'infanterie, empêchant la création d'une véritable force blindée à part entière. Les chars de combat seront donc éparpillés sur la ligne de front. C'est en l'occurrence cette situation qui amena à la célèbre citation : « la seule différence est que les allemands ont fait 3 paquets de 1 000 chars et nous 1 000 paquets de 3 ». Cette phrase n'est qu'une image, il ne faut en aucun cas y voir une réalité comptable. Il faut également enlever le mythe de la supériorité mécanique allemande, les franco-britannique possédant en effet plus de chars que l'armée allemande, de plus considérés de nos jours comme meilleurs que les chars allemands. Le blindage des R35 rendait ces chars invulnérables au canons antichars de 37 mm allemands au-delà de 300 m.

#### La peur des mines
C'est à la suite de l'offensive sans envergure en Sarre en septembre 1939 que l'état-major français prend conscience du danger représenté par les mines allemandes. Un projet de char démineur est alors lancé en urgence en avril 1940. Quatre solutions différentes montées sur le châssis du R35 - dont un dispositif à rouleaux largables, un à masses percutantes, un rouleau à disques multiples et un dérivé de soc de charrue - sont présentées sur différents types de terrain du 2 au 5 avril. Ces terrains sont minés avec des Tellermines fabriquées par la France mais très semblables aux mines antichars allemandes à l'exception près du remplacement de l'explosif par de la fumigérite. La solution retenue est le châssis de R35 équipé d'un rouleau à disques multiples proposé par AMX. Cette solution n'est pas idéale mais l'urgence de la situation pousse l'état-major à en commander 130 exemplaires. À noter qu'aucun ne pourra être fabriqué avant l'armistice.

#### Beutepanzer
843 R35 sont tombés aux mains des Allemands, 131 ont été utilisés sous la désignation Panzerkampfwagen 35R 731 (f) ; 124 ont été revendus par l'Allemagne à l'Italie et environ autant à la Bulgarie, la plupart ont été réutilisés plus tard en tant que tracteurs d'artillerie et transporteurs de munitions après avoir enlevé la tourelle. 174 ont été convertis en chasseurs de char, équipés du canon de 47 mm Škoda A6 tchécoslovaque pour remplacer le Panzerjäger I, sous la désignation Panzerjäger 35R (f) mit 4,7-cm-PaK 36(t)). Un petit nombre a été converti pour la défense côtière, sous l'appellation Panzerkampfwagen 35R 731 (f).
La Suisse capture pour sa part 12 chars de la 2e compagnie du 16e BCC, internée dans la Confédération après la défaite française.

### Syrie et Israël
Après la guerre, des Renault R35 furent cédés à la Syrie par la France. L'armée syrienne les utilisa lors de la guerre israélo-arabe de 1948-1949. Certains exemplaires capturés furent ensuite utilisés par les Israéliens.

## Conception et production
- origine : concours du char de 6 t du 2 août 1933
- essais du prototype : août 1934
- adoption par l'armée française : 25 juin 1936
- années de construction : 1936-1940
- réception par l'armée française : à compter de mai 1936
- production totale (au 1er mai 1940) : environ 1 460 chars, et au 22 juin : 1 540.
- statut industriel en 1939 : programme de guerre (type R40 avec suspension AMX à compter de mai 1940)
- constructeurs : Renault pour les organes mécaniques et AMX pour le montage

## Dotations

### Répartition aux armées de la défense territoriale (au1eravril 1940)

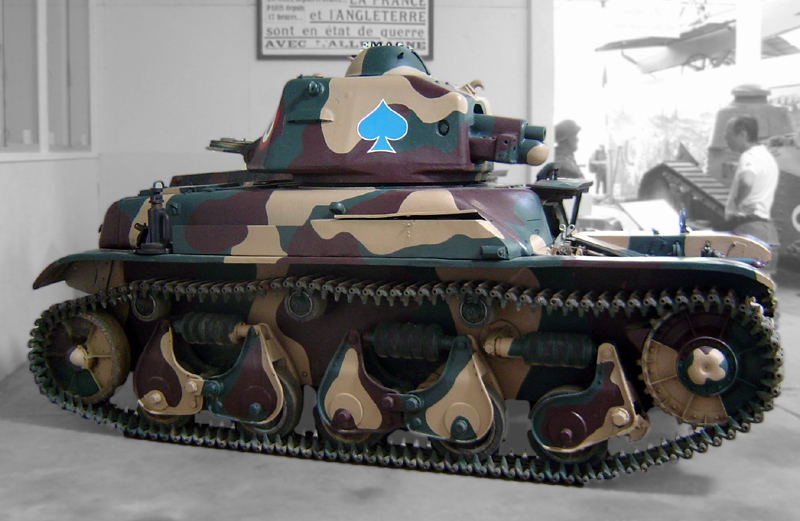
L'engin vu De profil.

- En septembre 1939, ils n'étaient que 17 bataillons : les 1er, 2e, 3e, 5e, 9e, 10e, 12e, 16e, 17e, 20e, 21e, 22e, 23e, 24e, 34e, 35e, 39e BCC ;

- 880 dans 20 bataillons le 1er avril 1940 : les 6e et 32e BCC (bataillon de chars de combat) mobilisés sur FT, sont transformés sur R35 en septembre-octobre 1939 et le 43e de nouvelle formation, est prêt en janvier 1940 pour un total de 880 chars en état et 13 chars en réparation dans les parcs d'armées, soit un déficit de 7 chars, sur les 900 théoriques ;
- 98 chars dans les dépôts, en école dont 39 à l'ECC (École des Chars de Combat) de Versailles et 10 au CPTICC (Centre Pratique de Tir et d'Instruction des Chars de Combat) et divers ;
- 6 chars dans les bataillons de manœuvre : il s'agit des bataillons en formation, les 40e, 44e et 48e BCC qui sont provisoirement dotés de chars FT et de quelques chars modernes, réservés à l'instruction ;
- 60 chars de disponibles à l'ERGM (Entrepôt de réserve générale du matériel) de Gien et chez les constructeurs ;
- 6 chars en réparation chez les constructeurs ;
- 2 chars détruits.

Total général en France au 1er avril 1940 : 1 063

### Répartition aux armées de la défense territoriale (au1ermai 1940)

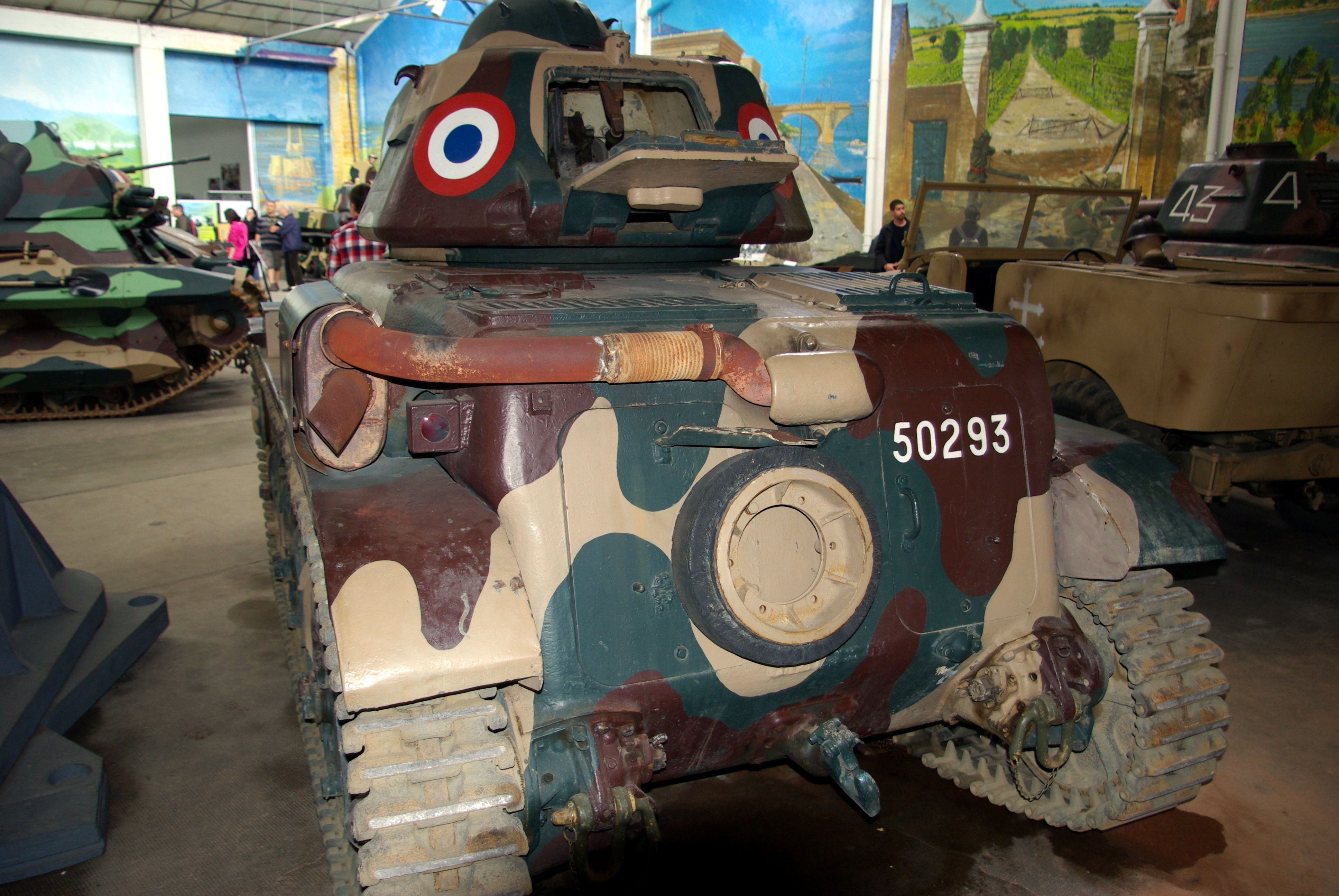
L'engin vu de L'arrière.

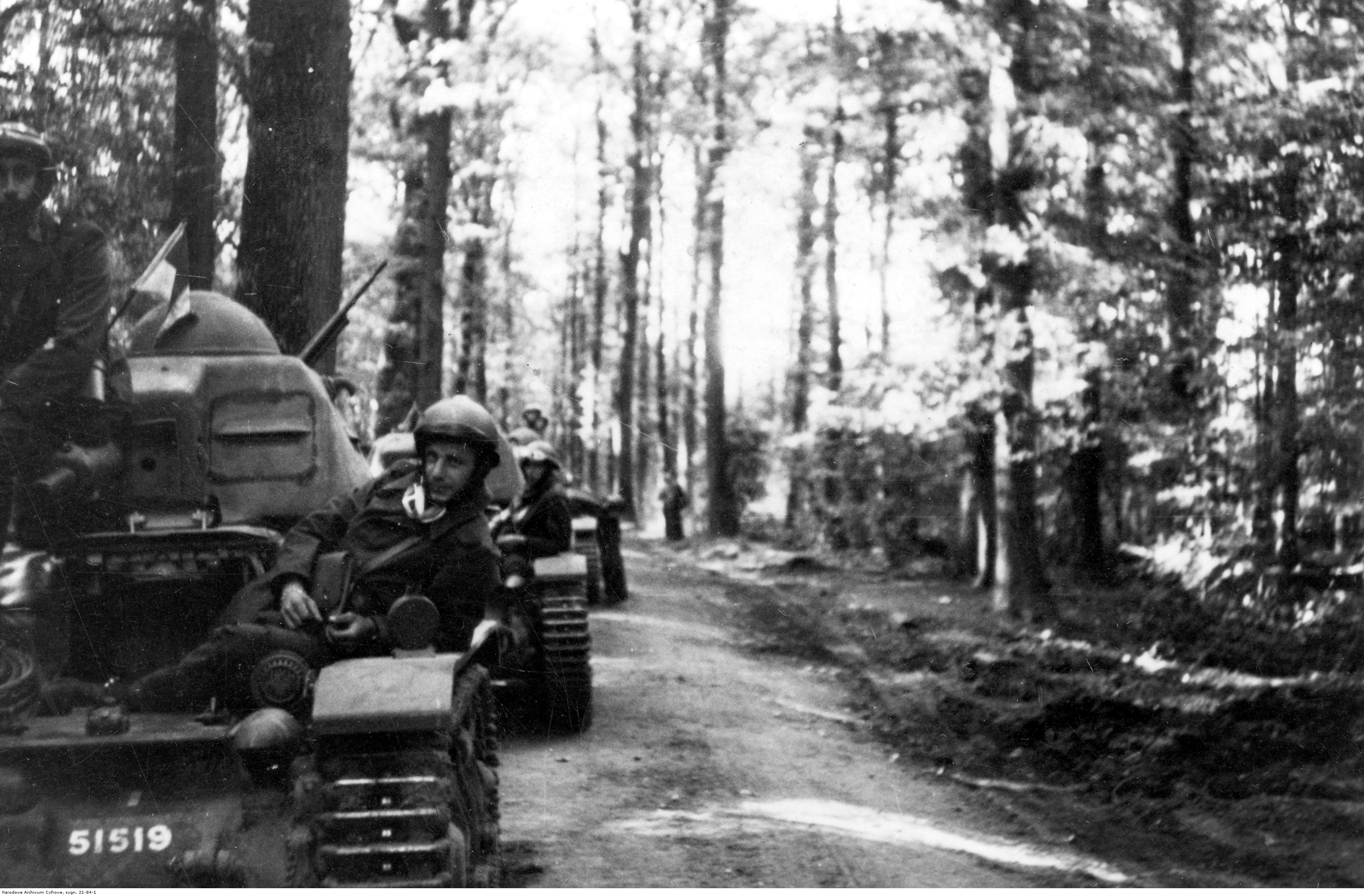
Colonne de chars R35 du 1er bataillon de chars de la 10e Brigade de cavalerie blindée polonaise en France en juin 1940.

L'état de situation détaillée pour le 1er mai 1940 n'existe pas aux archives, il peut être reconstitué ainsi :
- environ 80 chars en fabrication pour le mois d'avril ;
- les 44e, 40e et 48e BCC ne seront dotés qu'à la mi-mai.

### Répartition outre-mer (au1eravril 1940)
- 30 chars répartis dans 2 compagnies du 62e BCC au Maroc
- 95 chars au Levant : il y a deux bataillons, le 63e n'a qu'une compagnie de R-35 en septembre 1939, les deux autres, mobilisés sur char Renault FT, sont dotées de R-35 en février 1940. Quant au 68e BCC, il est doté de 50 chars venant d'un lot destiné à la Pologne, qui ne pourra y être expédié faute de temps.

## Vente et cessions françaises à des puissances amies
- 50 chars à la Pologne en juillet 1939 ;
- 40 chars au royaume de Roumanie en août-septembre 1939 ;
- 100 chars à la Turquie en deux lots, le premier de 50 unités en février 1940, le second de 50 unités en mars 1940 ;
- 50 chars au royaume de Yougoslavie, en avril 1940.

## Chars équivalents en 1940
- Allemagne :
  - Panzerkampfwagen 35(t), tchèque,

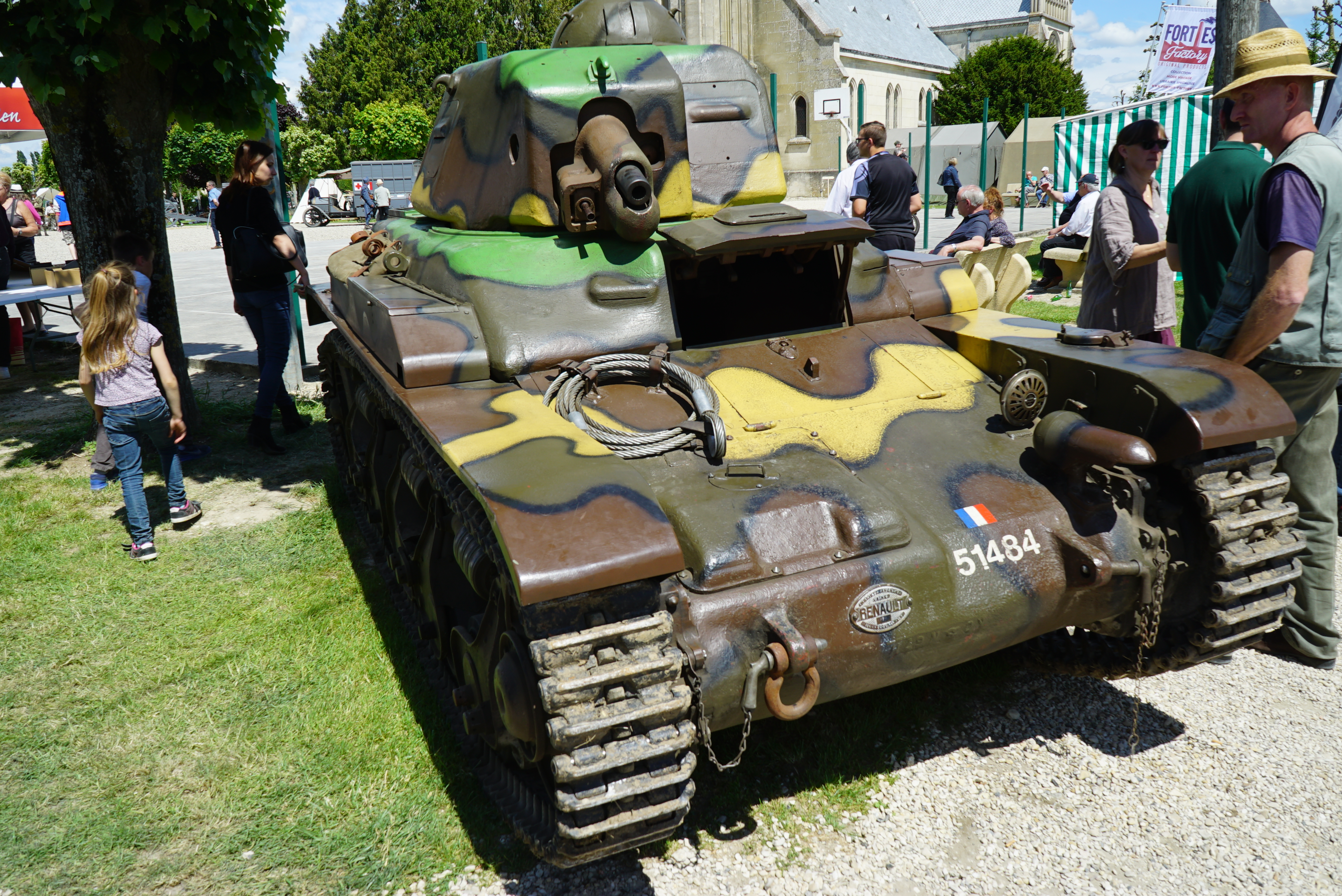
Taille comparée à un adulte.

  - Panzerkampfwagen 38(t), tchèque également
- URSS
  - BT5
  - T26
- France
  - Hotchkiss H35
  - FCM36
- Italie
  - Fiat L6/40
  - Semovente L.40 47/32
  - Fiat M13/40